# Coenocalpe curata
Coenocalpe curata är en fjärilsart som beskrevs av Eduard Friedrich Eversmann 1844. Coenocalpe curata ingår i släktet Coenocalpe och familjen mätare. Inga underarter finns listade i Catalogue of Life.